# José Manuel Durão Barroso
Pour les articles homonymes, voir José Barroso et Barroso.
José Manuel Durão Barroso /ʒuˈzɛ mɐnuˈɛɫ duˈɾɐ̃ũ bɐˈʁozu/, né le 23 mars 1956 à Lisbonne (Portugal), est un homme politique portugais, président de la Commission européenne entre le 22 novembre 2004 et le 3 novembre 2014.
Depuis juillet 2016, il est président non exécutif du conseil d'administration de la banque Goldman Sachs.

## Situation personnelle

### Origines
Comme il est d'usage au Portugal et dans les pays lusophones, José Manuel Durão Barroso porte deux noms de famille (le maternel : Durão, suivi du paternel : Barroso). Cependant, dans la vie courante et les médias, il est coutume d'omettre le prénom des personnes jouissant d'une certaine notoriété ; ainsi, on le désigne régulièrement par ses seuls noms de famille : Durão Barroso. En revanche, cet usage n'a pas été repris par les grands médias internationaux et il est appelé José Manuel Barroso en dehors du Portugal.
José Manuel Durão Barroso est le fils de Luís António Saraiva Barroso et de son épouse Maria Elisabeth de Freitas Gomes Durão.
En 1980, il a épousé Maria Margarida Pinto Ribeiro de Sousa Uva (décédée d'un cancer de l'utérus en 2016, à l'âge de 60 ans), avec laquelle il a eu trois enfants : Luís, Guilherme et Francisco.

### Formation
José Manuel Durão Barroso est un juriste universitaire et un diplomate portugais. Lors de la révolution des Œillets en 1974, il se situe à l'extrême gauche radicale de l'échiquier politique comme président des étudiants maoïstes (MRPP), à l'époque seul parti d'opposition actif, avec le Parti communiste portugais. En 1979, il fonde l'Association universitaire d'études européennes. Il obtient une licence de littérature à l'âge de 25 ans ; il s'est ensuite formé notamment à l'université de Genève, à l'Institut universitaire d'études européennes où il a obtenu un diplôme en 1985 et où il fut assistant du professeur Dusan Sidjanski. Il y découvre la pensée de Denis de Rougemont. Il séjourne aux États-Unis pour parfaire sa formation à l'université de Georgetown.

## Parcours politique

### Montée en puissance au sein du centre droit
Son parcours politique commence en 1980, lorsqu'il devient membre du Parti social-démocrate (PPD/PSD), un parti de centre-droit. Élu député à l'Assemblée de la République six fois, il entame sa carrière gouvernementale en 1985, au poste de secrétaire d'État adjoint au ministère de l'Administration interne, sur recommandation de Pedro Santana Lopes. Deux ans plus tard, il est nommé secrétaire d'État aux Affaires étrangères et à la Coopération. Au cours de son mandat de cinq ans, il est le principal promoteur des accords entre l'Union nationale pour l'indépendance totale de l'Angola et le Mouvement populaire de libération de l'Angola, qui mettent fin à la guerre civile en Angola.
Il est promu ministre des Affaires étrangères le 12 novembre 1992, à trente-six ans seulement, et s'attache alors à faire connaître la cause du Timor oriental. À la suite des législatives de 1995, le PPD/PSD est renvoyé dans l'opposition, et lui-même retourne siéger comme député au Parlement, dont il présidera la commission des Affaires étrangères.
À l'occasion du 21e congrès du PSD, organisé à la fin du mois d'avril 1999 à Coimbra, il est élu président du parti. Il devient de facto le chef de l'opposition au socialiste António Guterres.

### Premier ministre: atlantisme et rigueur budgétaire

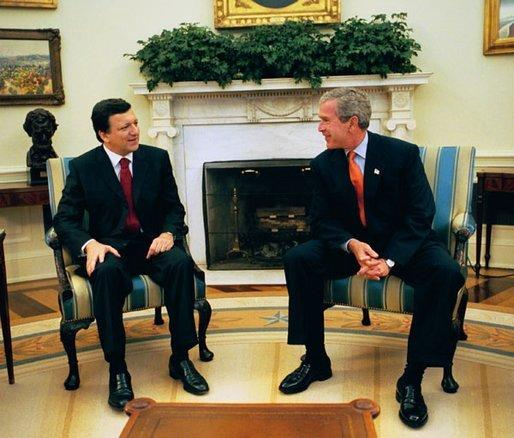
À la Maison-Blanche, en compagnie du président des États-Unis George W. Bush, en 2003.

Après avoir remporté les élections législatives de mars 2002, il est chargé de former le gouvernement portugais et de trouver une majorité pour le soutenir. Le Parti social-démocrate (PPD/PSD)de centre droit et libéral ayant obtenu 40,12 % et 105 sièges sur 230, devra cependant s'allier avec le Parti populaire (CDS/PP), une formation de droite qui a obtenu 8,75 % des voix et 14 sièges.
Son principal souci est de sortir le Portugal du marasme économique dans lequel il se trouve en mars 2002 avec des « feux orange » sur les principaux indicateurs économiques : inflation à 1,5 % (2001), prévisions de croissance de 1,8 % à 2,8 % pour 2002 et déficit budgétaire de 2,2 %. Mais, il imprime au gouvernement un vigoureux tournant atlantiste. Il se range ainsi en mars 2003 aux côtés des Américains et Britanniques pour déclencher la deuxième guerre en Irak allant jusqu'à organiser un sommet aux Açores (portugaises) des chefs de gouvernement pro-intervention (George W. Bush, Tony Blair, José María Aznar). Il annule également la participation du Portugal au programme de construction de l'avion militaire européen, Airbus A400M. Un retrait suivi par l'Italie qui coutera à l'avionneur européen près de 2 milliards d'euros.

### Fonctions européennes

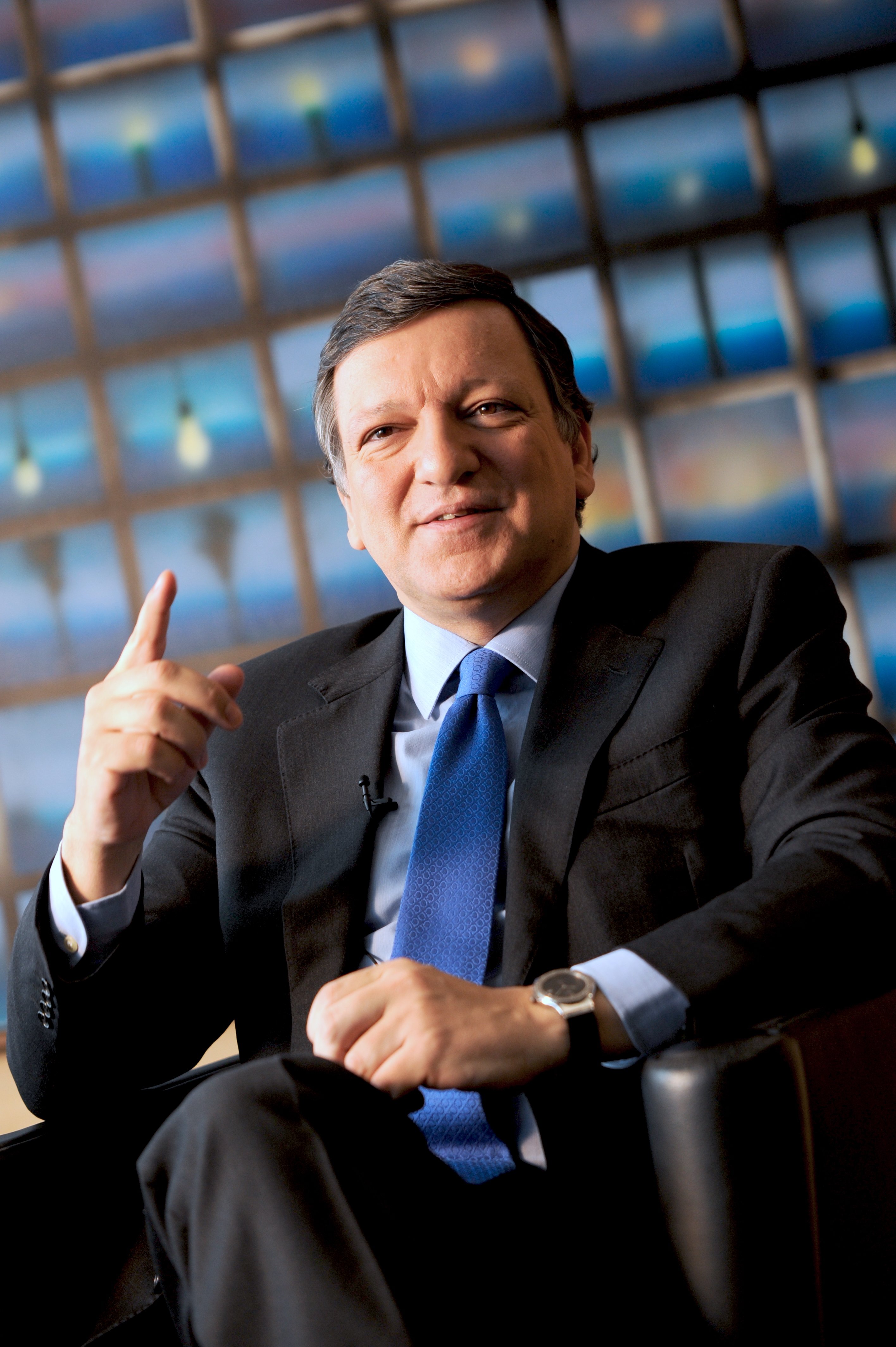
José Manuel Durão Barroso, le 18 mai 2009 dans son bureau de président de la Commission Européenne à Bruxelles.

Le 29 juin 2004, Durão Barroso est nommé président désigné de la Commission européenne, choisi à l'unanimité par les exécutifs des 25 membres de l'Union européenne, lors d'un Conseil européen extraordinaire, les vingt-cinq États membres n'ayant, quelques jours auparavant, en effet pas réussi à se mettre d'accord sur un candidat parmi les noms qui circulent, notamment celui du Premier ministre de Belgique Guy Verhofstadt et celui du britannique, Chris Patten, commissaire européen sortant. Barroso est finalement choisi lors d'un « second tour » ; il est fermement soutenu par le gouvernement britannique qui refuse Guy Verhofstadt, candidat du couple franco-allemand, trop fédéraliste aux yeux de Londres.
Le Parlement européen donne son aval à cette nomination le 22 juillet 2004 avec 413 voix sur 711 (251 contre et 44 abstentions, 3 nuls). Sa présidence ne devient effective que le 22 novembre 2004, et non le 1er novembre comme initialement prévu. Il est remplacé à son précédent poste par Pedro Santana Lopes qui sera Premier ministre du 17 juillet 2004 au 12 mars 2005.
Attaché au libéralisme économique, il est très critiqué par une partie de la presse européenne de gauche ; pourtant, sa vision de la politique européenne se révèle en pratique très indécise selon le journaliste Jean Quatremer qui parle de « ligne politique totalement illisible ». Ainsi Martin Schulz, le président du Parlement européen, déclare-t-il : « Quand il parle aux socialistes, il est socialiste. Quand il parle aux libéraux, il est libéral. Il dit aux gens ce qu'ils veulent entendre ».

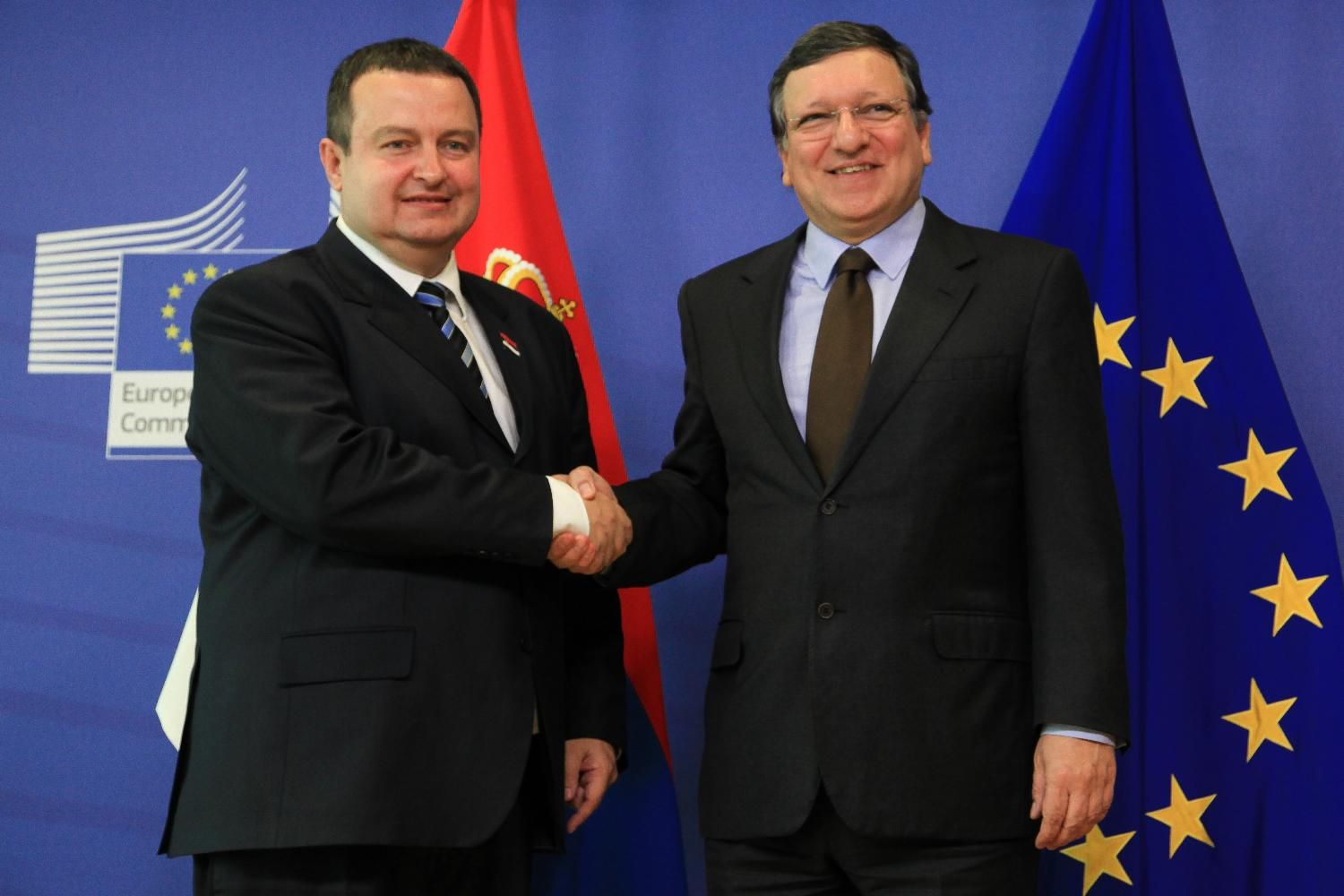
José Manuel Barroso avec le Premier ministre de Serbie Ivica Dačić à Bruxelles le 28 juin 2013.

Il doit affronter en 2005 le non à la Constitution européenne des Français et Néerlandais ; il déclare néanmoins peu après ces votes négatifs ne pas « être pessimiste ».
Il soutient la proposition de Nicolas Sarkozy de faire un traité modifié (traité de Lisbonne), mais récuse le terme de « traité simplifié ».
En juin 2009, les chefs d'État et de gouvernement le nomment pour un second mandat. Cette nomination est approuvée par le Parlement le 16 septembre (382 voix pour, 219 voix contre et 117 abstentions).

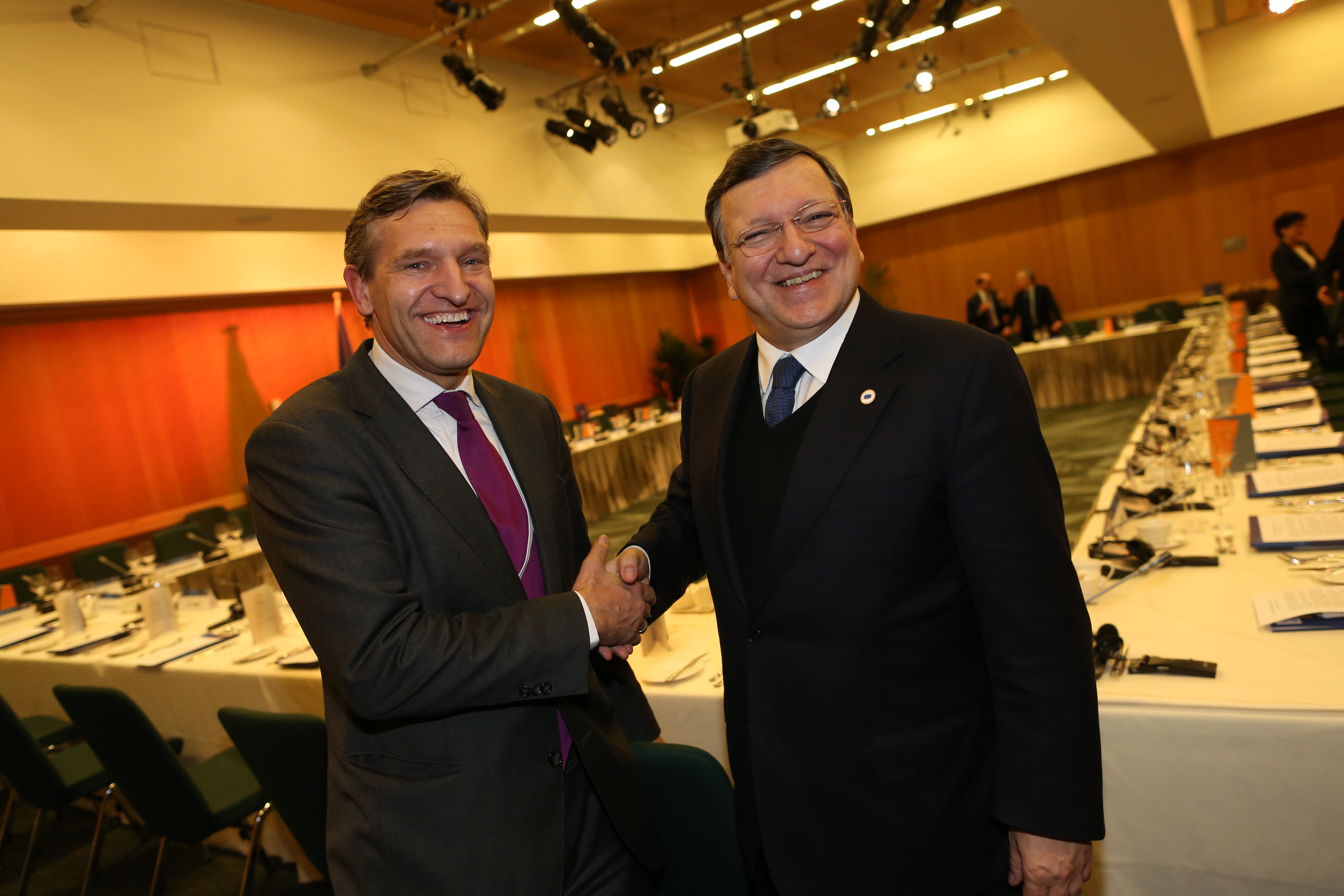
Barroso avec le Néerlandais Sybrand van Haersma Buma, en 2014 à un sommet du Parti populaire européen.

Il passe la main fin octobre 2014 à son successeur à la tête de la Commission européenne, Jean-Claude Juncker, qui entre en fonction le 3 novembre 2014. À l'heure du bilan, Quentin Dickinson fait un état très critique des dix années passées à ce poste, assénant que Durão Barroso s'est « toujours montré plus doué pour conquérir le pouvoir que pour l'exercer ». Il met à son actif, lors de son premier mandat, le référendum constitutionnel européen « avorté » à cause de l'intervention du plombier polonais, engendré par « l'appétit dérégulateur » du président de la Commission qui est un des promoteurs fervents de la directive Bolkestein. Il l'accuse également d'un manque de pertinence dans sa gestion de la crise financière mondiale, laissant partir l'initiative aux pays membres plutôt que de mettre en place une politique coordonnée à l'échelle européenne, l'Europe étant là cantonnée à un « rôle de bureau d'études consultatif ». En limitant le nombre de textes législatifs portés à l'examen du Parlement européen afin de calmer le jeu avec les capitales européennes, il se met le Parlement à dos. Dickinson est moins négatif sur le second mandat, mais en mettant à l'actif des commissaires les plus actifs, dont Michel Barnier, ses principales réussites.

## Reconversion dans le secteur bancaire
Depuis son retrait de la vie politique, José Manuel Durão Barroso est professeur invité à l'université de Princeton et à l'Institut de hautes études internationales et du développement et à l'université de Genève, qui cependant renonce à prolonger son engagement après qu'il a été embauché par la banque d'investissement américaine Goldman Sachs.
En juillet 2016, il est annoncé que Durão Barroso est embauché par la banque d'investissement américaine Goldman Sachs comme conseiller et qu'il prend la présidence non exécutive du conseil d’administration de sa filiale Goldman Sachs International. Rapidement, cette annonce est critiquée par certains hommes politiques dont notamment Jean-Claude Juncker, qui lui a succédé à la tête de la Commission européenne, puis François Hollande, président de la République française, qui déclare dans son entretien du 14 juillet 2016 que cette décision est « moralement inacceptable ». Toutefois, l'article 339 du traité sur le fonctionnement de l'Union européenne interdit la divulgation d'information concernant les activités des commissaires durant leur période à la Commission et ce, même après avoir mis fin à leur fonction, mais autorise légalement Barroso à prendre de telles responsabilités après son mandat. Ainsi, les anciens commissaires ne peuvent pas exercer de telles fonctions dans les 18 mois suivant la fin de leur fonction,, considérant que la pertinence de l'information et son caractère confidentiel s'efface avec le temps. Certains responsables politiques jugent cependant ce délai bien trop court.

## Controverses

### Liens avec le groupe Latsis
Il a notamment nommé conseiller spécial à la commission Dusan Sidjanski, président du Centre européen de la culture, financé par le groupe Latsis de Spiros Latsis (en). Le groupe Latsis a été plusieurs fois avantagé par la commission, avant l'arrivée de Barroso, comme pour les financements européens en Grèce via la filiale EFG Eurobank (en) et cinq autres contrats divers entre 1999 et 2004. Ce groupe est montré du doigt par certains parlementaires pour son manque de transparence en Grèce et dans les Balkans. Une motion de censure a été déposée en 2006 par 77 députés européens à propos des liens entre le président Barroso et ce groupe.

### Frais de représentation
En 2010, le service de la Commission chargé de l’exécution des paiements pour frais de missions dévoilait que le coût pour le contribuable européen des « frais de représentation » et « missions » du président de la Commission européenne était de 730 230 € pour la seule année 2009, les frais de représentation des 26 autres membres de la Commission s'échelonnant entre 5 000 et 16 000 euros.

### Embauche chez Goldman Sachs
L'annonce de l'embauche de Durão Barroso dans la banque d'affaires Goldman Sachs juste après la fin de son mandat européen a soulevé une vague d'indignation dans toute l'Europe et au-delà.
Plusieurs personnalités politiques françaises y ont vu une faute morale grave, et l'ont appelé à renoncer à cette prise de fonction. Dans un communiqué, les eurodéputés du PS français ont jugé « scandaleux » ce « nouveau pantouflage, qui ressemble fort à un conflit d’intérêt » ; « Nous exigeons une révision des règles pour empêcher de tels recrutements d’anciens Commissaires européens ». Le secrétaire d’État aux affaires européennes de la France, Harlem Désir, a pour sa part déclaré publiquement que cette embauche était « particulièrement scandaleuse, compte tenu notamment du rôle joué par cette banque dans la crise financière de 2008 mais aussi du trucage des comptes publics de la Grèce. […] Moralement, politiquement, déontologiquement, c’est une faute de la part de M. Barroso, c’est le pire service qu’un ancien président d’une institution européenne pouvait rendre au projet européen, à un moment de l’histoire où il a, au contraire, besoin d’être soutenu, porté et renforcé ». Le président François Hollande a renchéri, déclarant cette décision « moralement inacceptable ». De son côté, Marine Le Pen a estimé sur Twitter que la nouvelle n'avait « rien d’étonnant pour ceux qui savent que l’UE ne sert pas les peuples mais la grande finance ».
Au Portugal, le chef de file de la gauche portugaise au pouvoir Pedro Filipe Soares (pt) a déclaré que « cette nomination montre que l’élite européenne dont fait partie Barroso n’a aucune honte ».
Face au scandale public, le nouveau président de la Commission européenne Jean-Claude Juncker a publié un communiqué indiquant qu'il allait saisir le comité d’éthique ad hoc de la Commission européenne au sujet de cette embauche.
En septembre 2016, la presse portugaise publie des courriers confidentiels autorisant à penser que Durão Barroso a entretenu des liens particuliers avec la banque lorsqu'il était président de la Commission, évoquant des visites officieuses chez elle et des suggestions de la part de la banque d'affaires sur les politiques européennes. Selon le journal portugais Público, les dirigeants de Goldman Sachs « faisaient parvenir au cabinet de Barroso de manière confidentielle des propositions sur des changements à apporter aux politiques de l'Union européenne ». D'autre part, M. Barroso aurait fait une visite discrète au siège de Goldman Sachs à New York, visite qui ne figure ni dans son agenda officiel, ni dans les archives de la Commission.
En octobre 2016 à Bruxelles, une pétition contenant plus de 150 000 signatures a été présentée par un collectif d'employés des institutions européennes. Elle dénonce la décision de Barroso de rejoindre la banque et réclame plus de morale aux dirigeants des dites institutions.
En février 2018, plusieurs ONG spécialisées dans la lutte anti-corruption, unies au sein de la coalition Alter-EU, lui reprochent d'effectuer des activités de lobbying auprès du vice-président de l'exécutif européen Jyrki Katainen, chargé de la compétivité, de la croissance et de l'emploi. Il l'avait rencontré dans un hôtel situé à 50 m de l'ancien bureau de Barroso. Jyrki Katainen ne mentionna pas ce rendez-vous dans le registre de transparence de l'U.E. Il fut contraint postérieurement de le faire citer dans son listing d'activités, ce qu'il fit de mauvaise grâce puisqu'il omit dans un premier temps d'y faire écrire le nom de Barroso, sa mauvaise volonté ne faisant que renforcer les soupçons de collusion et de lobbying de Barroso auprès de la Commission européenne .
Barroso est désormais Président du conseil d'administration du GAVI, l'alliance pour les vaccins.

## Post Bruxelles
Barroso est professeur à l'Université catholique portugaise depuis 2015. Il enseigne à l'Institut d'études politiques, à la Catholic Global School of Law et à la Catholic Lisbon School of Business and Economics, et dirige le Centre d'études européennes de la même institution,.
En février 2015, il est nommé professeur invité à l'Université de Genève et enseigne à l'Institute of Global Studies,.

## Prises de position

### Chine
En octobre 2010, concernant l'attribution du prix Nobel de la paix au Chinois Liu Xiaobo, il déclare :
« C'est un fort message de soutien à ceux qui, en faisant de grands sacrifices personnels, luttent pour la liberté et les droits de l'homme ».

### Exception culturelle européenne
Le 16 juin 2013, à la suite de l'exclusion du secteur de l'audiovisuel de la négociation du traité de libre échange entre les États-Unis et l'Union européenne, il déclare, au sujet des opposants au libre échange des contenus culturels : « Cela fait partie de ce programme anti-mondialisation que je considère comme totalement réactionnaire ».
Indiquant dans le même temps qu'il est favorable à la protection de la diversité culturelle en Europe, il critique la position de la France visant à défendre l'exception culturelle (qui vise à différencier la culture de tout autre bien marchand).

## Autres

### Langues
Outre sa langue maternelle, il parle couramment le français. Il parle aussi anglais et espagnol, et a suivi un cours pour acquérir une connaissance de base de l'allemand.

### Groupe Bilderberg
Il participe à la réunion du Groupe Bilderberg de 2013, 2015, 2016, 2017 et 2019,,,,,,,.

## Distinctions
En 2014, Quentin Dickinson liste les distinctions qu'a reçues Durão Barroso du temps de son exercice, trente-et-une décorations honorifiques, trente-deux doctorats honoris causa, cinquante-deux prix et médailles et la citoyenneté d'honneur de six villes, termine par ironiser en le qualifiant de « l'homme dont la Commission de Bruxelles retiendra notamment que son épouse le surnomme affectueusement « mon gros mérou » ».

### Sociétés savantes
- Membre de la section portugaise du Mouvement européen international[48]. Il est diplômé HEC d'honneur[49].
- Membre d'honneur de l'Académie d'histoire du Portugal, à partir de mars 2008

### Décorations
Il a obtenu au moins 31 décorations de par le monde :
- Grand-croix de l'ordre du Christ le 8 juin 1996 ( Portugal)
- Grand-croix avec collier de l'ordre de l'Infant Dom Henri le 2 novembre 2014 ( Portugal)
- Grand-croix de l'ordre du Lion le 8 mars 1991 ( Finlande)
- Grand-croix de l'ordre national de la Côte d'Ivoire le 18 mars 1991 ( Côte d'Ivoire)
- Grand-croix de l'ordre national de la Croix du Sud le 22 août 1991 ( Brésil)
- Grand cordon de l'ordre de la République de Tunisie le 26 octobre 1993 ( Tunisie)
- Grand-croix de l'ordre du Mérite civil d'Espagne le 27 octobre 1993 ( Espagne)
- Grand-croix de l'ordre du Ouissam alaouite le 20 février 1995 ( Maroc)
- Grand-croix de l'ordre de Rio Branco le 25 juillet 1996 ( Brésil)
- Grand-croix de l'ordre du Mérite hongrois le 10 octobre 2002 ( Hongrie)
- Grand-croix de l'ordre du Mérite de la République de Pologne le 3 juin 2004 ( Pologne)
- Grand-croix de l'ordre de Vytautas le Grand en juin 2007 ( Lituanie)
- Collier de l'ordre pro Merito Melitensi en mai 2010 (Ordre souverain de Malte)
- Grand-croix avec collier de l'ordre du Timor Oriental en octobre 2010 (Timor oriental)
- Grand officier de la Légion d'honneur le 9 juillet 2014[50]
- Chevalier grand-croix de l'ordre d'Orange-Nassau ( Pays-Bas)
- Grand-croix de l'ordre de Charles III ( Espagne)
- Grand-croix de l'ordre du Mérite de la République fédérale d'Allemagne ( Allemagne)
- Grand-croix de l'ordre du Soleil ( Pérou)
- Première classe de l'ordre de la Croix de Terra Mariana ( Estonie)
- Chevalier commandeur d'honneur de l'ordre de Saint-Michel et Saint-Georges ( Royaume-Uni)
- Chevalier de l'ordre souverain de Malte
- Ordre de la Liberté ( Ukraine)

### DoctoratHonoris Causa
Il a reçu plus de 32 doctorat honoris causa :
- Université de Georgetown en Sciences humaines ( États-Unis)
- Université Roger Williams ( États-Unis, 2005)
- Université de Gênes en Sciences politiques ( Italie, 2006)
- Université de Kobe en Droits ( Japon, Avril 2006)
- Université Candido Mendes (en) en Sciences humaines et sociales ( Brésil, Juin 2006)
- Université d'Édimbourg en Sciences ( Écosse, Novembre 2006)
- HEC, ( France, Décembre 2006)
- Faculté d'économie de l'Université de Rome « La Sapienza » ( Italie, Janvier 2007)
- École des hautes études commerciales de Varsovie ( Pologne, Novembre 2007)
- Université pontificale catholique de São Paulo ( Brésil, Mars 2008)[51]
- Université de Liverpool en Droits ( Angleterre, Juillet 2008)
- Université de Nice ( France, Novembre 2008)[52]
- Tomas Bata University in Zlín (en) ( République tchèque, Avril 2009)
- Université de technologie de Chemnitz ( Allemagne, Mai 2009)
- Université de Pittsburgh ( États-Unis, Septembre 2009)
- Université Estácio de Sá ( Brésil, Juillet 2010)
- Université de Łódź ( Pologne, Octobre 2010)
- Université de Genève ( Suisse, Octobre 2010)[53]
- Université de Bucarest ( Roumanie, Novembre 2010)
- Université nationale Taras-Chevtchenko de Kiev ( Ukraine, 2010)
- Université d'État de Bakou ( Azerbaïdjan, Janvier 2011)
- Libera Università Internazionale degli Studi Sociali ( Italie, Mars 2011)
- Université de Gand ( Belgique, Mars 2011)
- École polytechnique de Wrocław ( Pologne, 2011)
- Université de l'Ouest (Timișoara) ( Roumanie, Janvier 2016)

### Prix
En 2006, José Manuel Durão Barroso a été épinglé par les associations écologiques qui lui ont décerné le prix Tuvalu du dérèglement climatique pour son double discours en faveur du développement durable et l'absence de volonté pour sa mise en pratique.
Le 16 janvier 2014 il reçoit de la part de la Fundación Academia Europea de Yuste le prix européen Charles-Quint.

## Publications

### Ouvrages de sciences politiques et relations internationales
- Le système politique portugais face à l'intégration européenne (Lisbonne et Lausanne, 1983)
- Les processus de démocratisation politique : quelques éléments pour leur analyse à partir du cas portugais (Genève, 1985)
- Uma Certa Ideia de Europa (1999)
- Mudar de Modelo (2002)
- Reformar : Dois Anos de Governo (2004)

## Sources

## Compléments